# Trichogramma kurosuae
Trichogramma kurosuae is een vliesvleugelig insect uit de familie Trichogrammatidae. De wetenschappelijke naam is voor het eerst geldig gepubliceerd in 2005 door Taylor, Yashiro, Hirose & Honda.